# Кохистанцы
Кохиста́нцы (кохистани) — общее название группы мелких родственных племён, коренного населения исторической области Кохистан (север Северо-Западной Пограничной провинции на севере Пакистана). Общая численность около 350 тыс. чел. (оценка кон. XX в.). Говорят на кохистанских языках, входящих в восточную группу дардских языков, распространены также языки урду, пушту, шина и др.
Включают группы:
- калами (башкарик, гаври) — 40 тыс. чел., север округов Дир и Сват)
- торвали — 60 тыс. чел., центр округа Сват
- индские кохистанцы[англ.] — 220 тыс. чел., запад округа Кохистан, говорят на языке майян
- батери — 30 тыс. чел., юг округа Кохистан
- чилиссо — около 2 тыс. чел., округ Кохистан
- габаро (говро) — 0,2 тыс. чел., округ Кохистан

По религии — мусульмане-сунниты, бытуют и элементы домусульманских верований. Основное занятие — скотоводство. Хозяйство в значительной мере имеет натуральный характер. Сохраняется родовая организация.